# Lupin III - Il tesoro degli zar
Lupin III - Il tesoro degli zar (ルパン三世 ロシアより愛をこめて?, Rupan Sansei - Roshia yori ai o komete) è il quarto special televisivo giapponese con protagonista Lupin III, il celebre ladro creato da Monkey Punch, diretto da Osamu Dezaki, andato in onda per la prima volta in Giappone su Nippon Television il 24 luglio 1992. Fu prodotto in onore della dinastia Romanov sette mesi dopo il crollo dell'Unione Sovietica, appunto citato. Inoltre, nel 1999, vi presero spunto per il terzo film di Detective Conan.
È stato trasmesso in Italia, censurato, il 17 ottobre 1999, su Italia 1, col titolo Lupin e il tesoro di Anastasia.

## Trama
Lupin e Jigen sono nella biblioteca civica di New York e cercano informazioni sulla famiglia dell'ultimo zar Nicola II. Secondo la storia nel 1916, la Russia possedeva il 20% della riserva mondiale d'oro con le sue 1.240 tonnellate, ma nonostante tutto la popolazione era povera ed affamata. Dopo la morte di Rasputin, con il conseguente inizio della rivoluzione russa, la famiglia Romanov venne catturata e giustiziata ad Ekaterinburg nel 1918.
Lupin scopre invece che la famiglia venne salvata dall'esecuzione dal capo della sicurezza Jurovskij. Come ringraziamento, gli vennero regalate 500 tonnellate d'oro, con la missione di portare l'allora piccola Anastasia in America. Lì Jurovskij scrisse un libro e Lupin è intenzionato a cercarlo, perciò s'imbatte in Judy Scott, che gli lascia il libro, ma è aiutata segretamente da Fujiko.
Dopo vari studi, Lupin trova il posto dove sono nascoste le 500 tonnellate d'oro, in Texas, a San Antonio, nella banca della Libertà. Lupin e Jigen si ritrovano lì con Fujiko e Judy e progettano di rubare l'oro. Dopo la rapina e il trasporto dell'oro, dovrebbero ritrovarsi a Monument Valley, ma Fujiko, come al solito, cambia piano e si dirigono verso un edificio abbandonato. Qui fanno la conoscenza del loro nemico, il monaco Rasputon, pronipote di Rasputin. Con un gigantesco aereo, quest'ultimo ruba l'oro, lasciando i quattro a mani vuote e lo trasferisce nel suo monastero, in Siberia, portandosi dietro anche il malcapitato Zenigata. I quattro raggiungono il monaco e ritrovano anche Goemon, che si mette d'accordo con Judy per darle tutte le 500 tonnellate, in quanto ultima discendente dei Romanov.
Nella confusione generale, Rasputon verrà ucciso da Lupin, ma scoppierà un violento incendio che scioglierà tutto l'oro, così Lupin si porterà via solo una parte di esso, lasciando il resto a Judy, dopo averle dato l'ultimo saluto.

## Doppiaggio
L'edizione italiana è stata realizzata dalla MI.TO. Film.
| Personaggio     | Doppiatore originale | Doppiatore italiano    |
| --------------- | -------------------- | ---------------------- |
| Lupin III       | Yasuo Yamada         | Roberto Del Giudice    |
| Daisuke Jigen   | Kiyoshi Kobayashi    | Sandro Pellegrini      |
| Fujiko Mine     | Eiko Masuyama        | Alessandra Korompay    |
| Goemon Ishikawa | Makio Inoue          | Antonio Palumbo        |
| Koichi Zenigata | Gorō Naya            | Rodolfo Baldini        |
| Judy Scott      | Yūko Sasaki          | Barbara Berengo Gardin |
| Rasputon        | Tamio Ōki            | Sergio Tedesco         |
| Lucky McDonald  | Unshō Ishizuka       | Guido Sagliocca        |
| BigMouth Joe    | Shinpachi Tsuji      | Ambrogio Colombo       |
| Butch           | Kōichi Kitamura      | Mauro Bosco            |
| Donbino         | Akio Ōtsuka          | Giovanni Petrucci      |
| Calcione        | Masao Imanishi       | Gianni Vagliani        |
| Duke Brown      | Rokuro Naya          | Wladimiro Grana        |

## Edizioni home video

### VHS
Il film è uscito, in versione censurata, in VHS per conto di Bim Bum Bam Video.

### DVD
Lo special è stato edito in DVD, in versione integrale, da Yamato Video e ristampato per le edicole da De Agostini e il 3 marzo 2012 da La Gazzetta dello Sport.

### Blu-ray Disc
In Giappone il film è stato rimasterizzato in alta definizione e venduto in formato Blu-ray Disc all'interno della raccolta LUPIN THE BOX - TV Special BD Collection (LUPIN THE BOX ~ TV スペシャルBDコレクション~?).

## Colonna sonora
Lupin The Third Roshia yori ai o komete Original Soundtrack (VAP 21/10/00 VPCG-84712).
La colonna sonora dello special è stata composta da Yūji Ōno.
La canzone d'apertura è Rupan Sansei no Theme '89 (THEME FROM LUPIN III '89) e quella di chiusura è Golden Game.